# Anthophora erythrothorax
Anthophora erythrothorax là một loài Hymenoptera trong họ Apidae. Loài này được Michener mô tả khoa học năm 1936.